# Sägemühle Meier-Osthoff
Die Sägemühle Meier-Osthoff ist die jüngste der fünf Wassermühlen in Harsewinkel, Nordrhein-Westfalen, und wird heute als Museumsbetrieb genutzt. Sie entstand im letzten Viertel des 19. Jahrhunderts und wurde Ende der 1980er Jahre stillgelegt. Nach der Gründung eines Fördervereins und der Instandsetzung der technischen Einrichtung ist sie seit 2012 wieder funktionsfähig. Gebäude und die technische Einrichtung stehen seit 2004 unter Denkmalschutz. In Nordrhein-Westfalen existierten nur vier vergleichbare Anlagen.

## Architektur
Die denkmalwerte eingeschossige Anlage besteht aus mehreren Teilen. Das Gebäudeensemble ist größtenteils in Fachwerk gefertigt. Das Haupthaus mit Satteldach steht traufständig zum Abrocksbach, der die horizontale Turbine mit gegossenen Schaufeln antreibt. Das Turbinenhaus ist ein Ziegelbau unter Satteldach. In einem Fachwerkanbau befindet sich der Exzenterantrieb mit einem weiteren Anbau für den Hilfsantrieb.
Von der technischen Einrichtung haben sich Akkumulatoren mit Sandsteingerüst erhalten sowie die Stromverteilung mit der zugehörigen Schalttafel. Zur Kerneinrichtung gehören das Sägegatter mit Gatterwagen, der zugehörige Exzenterantrieb und die notwendigen Gleise und Loren. Ebenfalls vorhanden ist die Francis-Schaftturbine mit stehender Welle vom Beginn des 20. Jahrhunderts.

## Funktionsweise

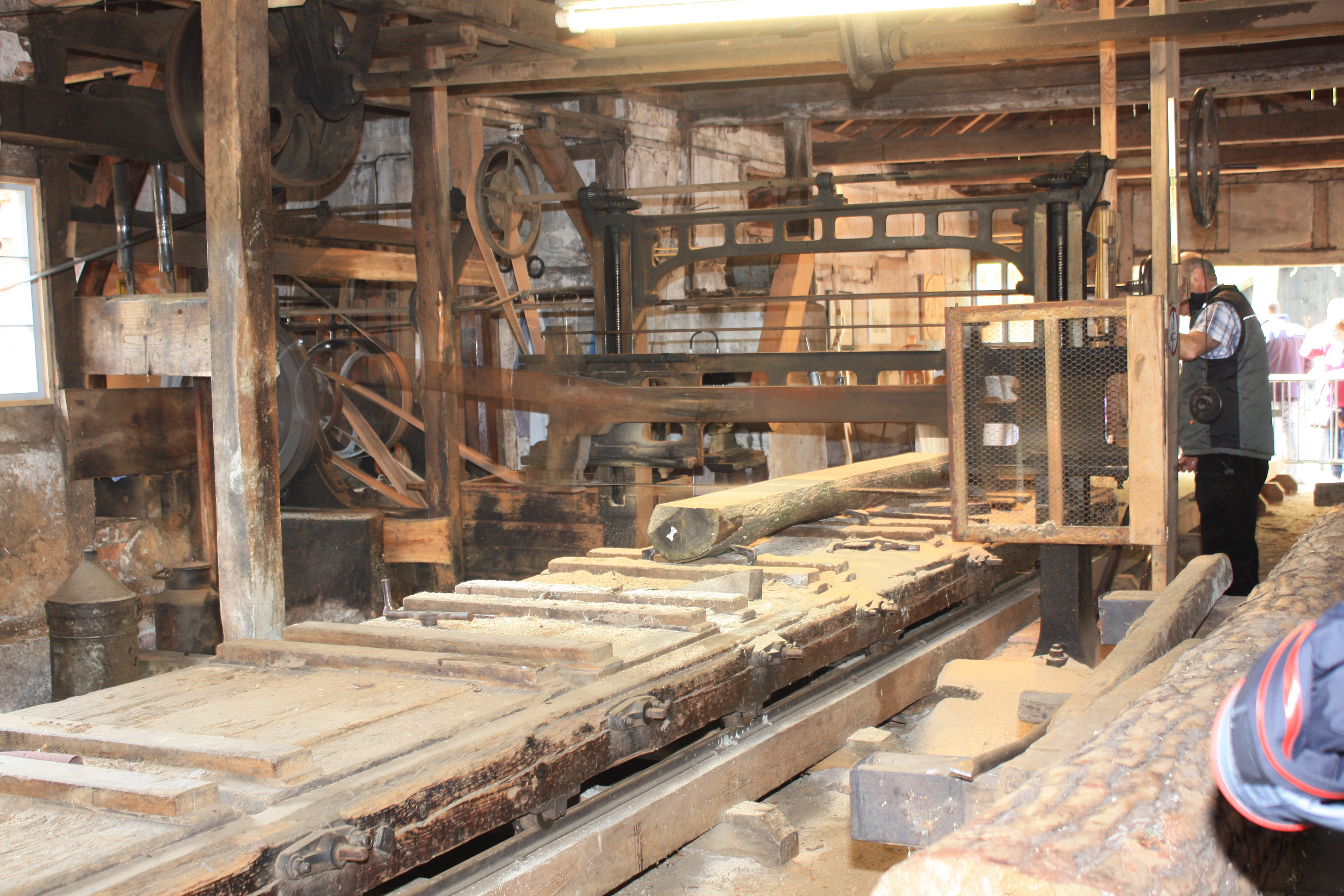
Ein Exzenterantrieb treibt das horizontale Sägegatter an

Mit Hilfe der vom Abrocksbach angetriebenen horizontalen Turbine treibt der Exzenterantrieb das ebenfalls horizontale Sägegatter an. Der zu sägende Stamm liegt auf einem Gatterwagen und wird in Richtung Gatter vorbewegt. Die Kraftübertragung von Turbine zu Exzenter beziehungsweise zum Vortrieb des Gatterwagens erfolgt per Transmission.

## Geschichte
Bereits um 1820 ist eine Stauanlage des Abrocksbaches in Harsewinkel nachgewiesen. 1877 stellte der Landwirt Joseph Meier Osthoff erstmals eine Turbinenanlage auf, die vermutlich von einem seiner Söhne konstruiert worden war. Da nach der Klage von Strullkötter, genannt Kröger, am 13. Juni 1877 beim Bürgermeister Diepenbrock der Abrocksbach zu versanden drohte, kam am 6. August 1877 die Aufforderung, die Turbine zu entfernen. 1882 stellte Meier Osthoff dann den offiziellen Antrag für eine Turbine. Im Antrag war die Nutzung für ein Sägewerk bereits formuliert. Am 9. Februar 1884 genehmigte die Bezirksregierung Münster den Betrieb. Zwei Jahre später konnte Meier Osthoff mit einem horizontalen Sägegatter den nebenerwerblichen Betrieb des Sägewerks aufnehmen.
Nach 20-jähriger Nutzung war die erste Turbine unbrauchbar geworden. Sie wurde durch eine neue vom Typ Francis-Turbine ersetzt, die in Osnabrück erworben wurde. Mindestens ab 1907 diente sie auch der Stromversorgung des Hofes; das Sägewerk blieb Hauptaufgabe. Bis in die 1960er Jahre wurde das Sägewerk insbesondere für Bauholz regulär betrieben. Danach ging es nur per Auftrag in Betrieb. Ende der 1980er Jahre wurde der Betrieb endgültig eingestellt.
Am 22. März 2004 wurden Gebäude und Ausstattung unter der Nummer 61 in die Denkmalliste der Stadt Harsewinkel eingetragen. 2006 riss bei einer Vorführung der Antriebsriemen und die ganze Anlage ging in den Stillstand. Ab Oktober 2008 wurde über einen Förderverein zum Erhalt und Betrieb der Mühle beraten, dessen Gründung am 23. April 2009 erfolgte. Mit den finanziellen Mitteln privater Förderer, der heimischen Wirtschaft und einem Zuschuss der NRW-Stiftung in Höhe von 50.000 Euro wurde das Gebäude gesichert und die Turbine sowie das Sägegatter instand gesetzt werden. Seit Mai 2012 ist die Säge funktionstüchtig und wird monatlich interessierten Besuchern vorgeführt.